# Nati nel 1940/Senza giorno specificato
| Questa pagina contiene informazioni ricavate automaticamente dalle voci biografiche con l'ausilio del template Bio e di un bot. L'aggiornamento è periodico e automatico e ricostruisce completamente la pagina. Se manca una persona in questa lista, sei pregato di non aggiungerla, ma accertati piuttosto che la sua voce biografica contenga il template Bio e che i dati anagrafici siano correttamente compilati. Se il template Bio manca, inseriscilo tu stesso o, in alternativa, metti l'avviso {{tmp\|Bio}} che ne segnala la mancanza. Se i dati riportati sono sbagliati, correggi direttamente la voce biografica; le modifiche saranno visibili in questa lista entro pochi giorni. Per chiarimenti vedi il progetto biografie. La lista contiene solo le 166 persone che sono citate nell'enciclopedia e per le quali è stato implementato correttamente il template Bio. Pagina aggiornata al 10 ago 2025. |

- Ibrahim Abdel Rahman, ex pallanuotista egiziano
- Leila Ahmed, islamista egiziana
- Sulṭana bint Turki Al Sudairi, saudita († 2011)
- Hamid Algar, iranista britannico
- Osman Ali Atto, politico somalo († 2013)
- Kirsten Arnesen, ex sciatrice alpina norvegese
- Anestis Arnopoulos, imprenditore e ex calciatore greco
- Luciana Arrighi, scenografa e costumista italiana
- Hugo Arévalo, cantautore, chitarrista e regista televisivo cileno († 2024)
- Elena Asins, pittrice e critica d'arte spagnola († 2015)
- Franca Badeschi, attrice italiana
- Luigi Ballerini, scrittore, poeta e traduttore italiano
- Carlo Barbieri, restauratore italiano († 2020)
- Babette Bardot, attrice, ballerina e modella svedese
- S. Theodore Baskaran, storico del cinema e ambientalista indiano
- Milton Bearden, scrittore e ex agente segreto statunitense
- Alfreda Benge, paroliera, illustratrice e poetessa austriaca
- Knut Bere, ex sciatore alpino norvegese
- Rosa Maria Bollettieri Bosinelli, anglista italiana († 2016)
- Andrea Bonomi, filosofo italiano († 2025)
- Siri Borge Andersen, ex sciatrice alpina norvegese
- Idia Brighenti, poetessa italiana
- Gil Cagné, truccatore italiano († 2003)
- Graziella Caly, cantautrice e giornalista italiana
- Enzo Ceremigna, sindacalista e politico italiano
- Cesare Tacchi, artista italiano († 2014)
- Patrice Chaplin, scrittrice e sceneggiatrice britannica
- Currie Chapman, ex sciatore alpino e allenatore di sci alpino canadese
- Marlène Clivio-Stucki, ex sciatrice alpina svizzera
- Carmelino Coccone, criminale italiano († 2013)
- William R. Cotton, meteorologo statunitense
- Lorenzo Cuccu, storico, critico cinematografico e scrittore italiano
- Eva Czemerys, attrice tedesca
- Issaka Daboré, pugile nigerino († 2021)
- Brian Edward Daley, presbitero, teologo e docente statunitense
- Marie-José Dusonchet, ex sciatrice alpina francese
- Bjørn Edvardsen, ex sciatore alpino norvegese
- Alan Engen, ex sciatore alpino statunitense
- Jalili Fadili, ex calciatore marocchino
- Giancarlo Fagioli, astronomo italiano
- Paolo Falace, attore italiano († 1994)
- Ferdl Fettig, ex sciatore alpino tedesco
- Anthony Figgis, diplomatico inglese
- Jacques Fleutry, ex sciatore alpino svizzero
- Robert Fraisse, direttore della fotografia francese
- Fritjof Fredriksen, ex sciatore alpino norvegese
- Erhard F. Freitag, scrittore tedesco († 2015)
- Jim Gaddis, ex sciatore alpino statunitense
- Nicola Gallerano, storico italiano († 1996)
- Silvana Gandolfi, scrittrice italiana
- Alfredo Gartner, ex sciatore alpino italiano
- Voyo Goric, attore, stuntman e lottatore serbo († 2023)
- Viviane Gouverneur, ex nuotatrice francese
- Gloria Graham, scultrice, pittrice e fotografa statunitense
- Dominique Grange, cantante francese
- Robert Grünenfelder, ex sciatore alpino svizzero
- Mohamed Khouna Ould Haidalla, militare e politico mauritano
- Gemma Hartmann, pittrice danese († 2012)
- Keith Harwood, montatore statunitense († 1977)
- Shuna Harwood, costumista britannica
- Bamboo Hirst, scrittrice italiana († 2020)
- Erwin Hochmair, ingegnere elettronico e imprenditore austriaco
- Eduardo Huergo, imprenditore e dirigente sportivo argentino
- Ennio Iacobucci, fotoreporter italiano († 1977)
- Tomaž Jamnik, ex sciatore alpino e sciatore di velocità sloveno
- Haroldo Juárez Arjona, ex calciatore guatemalteco
- Eleanor K. Baum, docente e ingegnere elettrico statunitense
- Donald J. Kessler, astrofisico statunitense
- Dietfried Kienast, ex cestista e allenatore di pallacanestro tedesco
- Linda King, poetessa e scultrice statunitense
- Wanda Klavenes, ex sciatrice alpina norvegese
- Zmaga Klofutar, ex sciatrice alpina slovena
- Hagen Koch, militare e cartografo tedesco
- Karolina Kusek, poetessa polacca
- Ulrich K. Laemmli, biochimico e biologo svizzero
- Judith Ann Lawrence, disegnatrice e scrittrice statunitense
- Lois Lebouthiller, ex sciatrice alpina canadese
- Bernd Lohaus, scultore, pittore e disegnatore tedesco († 2010)
- Hado Lyria, traduttrice, pittrice e poetessa spagnola († 2022)
- Gilder Maggiolo, cestista argentina († 2021)
- Maria Paola Maino, scenografa e costumista italiana
- Novruzali Mammadov, linguista e attivista azero († 2009)
- Umberto Mandelli, imprenditore e inventore italiano († 2015)
- Ansumane Mané, generale e politico guineense († 2000)
- Federica Marangoni, artista e designer italiana
- Yole Marinelli, attrice italiana
- Kika Markham, attrice britannica
- David McLellan, politologo inglese
- Roberto Micconi, organista, compositore e direttore di coro italiano
- Armando Milani, designer italiano
- Roby Milione, cantante italiano
- Uri Milstein, storico israeliano
- Giulio Modena, ingegnere italiano
- Michel Monnerie, saggista francese
- Samuel Montealegre, artista colombiano
- Cesare Mossotto, ingegnere e dirigente d'azienda italiano
- Antoine Musillia, ex cestista egiziano
- Nasser Mohammed Al-Ahmed Al-Sabah, politico kuwaitiano
- Sandro Negri, pittore italiano († 2012)
- Jean-Paul Nerrière, ingegnere francese
- Anita Olsson, ex sciatrice alpina svedese
- Adi Osterried, ex sciatore alpino tedesco
- Juan Paletta, ex calciatore argentino
- Lidia Pedroncelli, ex sciatrice alpina italiana
- Fabio Perini, imprenditore e inventore italiano
- Giuseppe Cesare Perola, astrofisico italiano († 2021)
- Ida Margarita Pieri, modella venezuelana
- Giuseppe Pino, fotografo italiano († 2022)
- Jorge Piotti, ex calciatore argentino
- Antonio Piovanelli, attore italiano
- Domenico Pizzichemi, cestista e allenatore di pallacanestro italiano († 2006)
- Tina Poloni, ex sciatrice alpina italiana
- Ted Powell, allenatore di calcio e calciatore inglese († 2005)
- Gerd-Rüdiger Puin, orientalista tedesco
- Martin Puye, politico equatoguineano († 1998)
- Jacques Rancière, filosofo francese
- Silverio Riva, scultore italiano († 1998)
- Irena Rospondek, ex cestista polacca
- Vicki Rutledge, ex sciatrice alpina canadese
- Konstanze Röhrs, ex sciatrice alpina tedesca
- Brit Røhne, ex sciatrice alpina norvegese
- Ali Saibou, militare e politico nigerino († 2011)
- Alarico Salaroli, attore e doppiatore italiano († 2022)
- Salwa Salem, scrittrice e attivista palestinese († 1992)
- Marit Sand, ex sciatrice alpina norvegese
- Jorun Sandvik, ex sciatrice alpina norvegese
- Gavino Sanna, pubblicitario e scrittore italiano
- May Sayegh, poetessa, scrittrice e attivista palestinese († 2023)
- Madonna Schacht, ex tennista australiana
- Claudette Scouarnec, ex ballerina francese
- Abderrahman Sebbar, ex cestista marocchino
- Enrico Senoner, ex sciatore alpino italiano
- Cristino Seriche Bioko, politico equatoguineano († 2024)
- Kenji Shimizu, artista marziale giapponese
- Zagorka Simić, ex cestista jugoslava
- Lise Smith, ex sciatrice alpina norvegese
- Carlotta Solerio, sciatrice alpina italiana († 2019)
- Franca Squarciapino, costumista italiana
- Brita Stensheim, ex sciatrice alpina norvegese
- Berit Strand, ex sciatrice alpina norvegese
- Jon Strand, ex sciatore alpino norvegese
- Suzuyo Takazato, politica giapponese
- Claudia Tempestini, attrice italiana
- Herbert Thaler, ex slittinista austriaco
- Jacqueline Thibaul, ex sciatrice alpina canadese
- Armando Tomasi, pittore italiano († 2015)
- Tu Weiming, filosofo cinese
- Colin Urquhart, predicatore inglese († 2021)
- Nedret Uyguç, cestista turco († 1988)
- Paolo Vacca, ex pugile e allenatore di pugilato italiano
- Jean Varga, filatelista francese
- Giuliano Vasilicò, regista e drammaturgo italiano († 2015)
- Italo Vassallo, calciatore etiope († 2021)
- Fred Wanless, aracnologo britannico († 2017)
- J. Scott Weaver, astronomo statunitense († 2008)
- Loris Werner, ex sciatore alpino, saltatore con gli sci e fondista statunitense
- Mengistu Worku, allenatore di calcio e calciatore etiope († 2010)
- Ersilia Zamponi, saggista e insegnante italiana († 2025)
- Wang Zhenhe, scrittore e sceneggiatore taiwanese († 1990)
- Sylvia Zimmermann, ex sciatrice alpina svizzera
- Hussein Rashid al-Tikriti, generale iracheno
- 'Abd al-'Aziz bin Mohyi el-Din Khoja, politico e diplomatico saudita
- Mish'al bin Sa'ud Al Sa'ud, principe, militare e politico saudita
- Bernard d'Abrera, entomologo australiano († 2017)
- Carlos Álvarez-Nóvoa, attore spagnolo († 2015)
- Janez Šumi, ex sciatore alpino sloveno